# Paracalyptrophora carinata
Paracalyptrophora carinata is een zachte koraalsoort uit de familie Primnoidae. De koraalsoort komt uit het geslacht Paracalyptrophora. Paracalyptrophora carinata werd in 2004 voor het eerst wetenschappelijk beschreven door Cairns & Bayer. 